# 대구강변축구장
대구강변축구장(大邱江邊蹴球場, Daegu Riverside Football Field)은 대한민국 대구광역시에 있는 스포츠 시설이다. 천연잔디 필드 3면과 인조잔디 필드 2면이 갖춰진 경기장이며, 2000년 11월에 준공되었다.

## 참고 문헌
- “대구강변축구장”. 대구광역시청.
- 〈대구강변축구장〉. 《대구역사문화대전》. 한국학중앙연구원.
- 〈대구강변축구장〉. 《대한민국 구석구석》. 한국관광공사.
- 《2023 전국 공공체육시설 현황 (2022년 12월말 기준)》. 대한민국 문화체육관광부. 2024.